# قائمة أبناء رمسيس الثاني
رمسيس الثاني، ملك مصري، أنجب عددًا كبيرًا من الأطفال: بين 48 و50 ابنًا، و40 إلى 53 ابنة، وقد صوَّرهم على العديد من الآثار.
يبدو أن رمسيس لم يميز بين أبناء زوجتيه الرئيسيتين الأولتين، نفرتاري وإست نفرت. تماثيل أبنائهما البكر وأول بضع بنات لهما كانت عند مدخل معبد أبو سمبل الأكبر، رغم أن أطفال نفرتاري فقط هم الذين تم تصويرهم في المعبد الأصغر المخصص لها. إلى جانب نفرتاري وإست نفرت، كان لدى رمسيس ست زوجات ملكيات عظيمات أخريات خلال فترة حكمه – بناته بنت عنتا، ميريت آمون، نبت تاوي وحنوت مي رع (التي كانت وفقًا لنظرية أخرى شقيقته)، وابنتي خاتوشيلي الثالث، ملك الحيثيين. باستثناء الأميرة الحيثية الأولى ماآت نفرو رع وربما بنت عنتا، لا يُعرف أن أيًا من هؤلاء الزوجات أنجبت أطفالًا للملك.

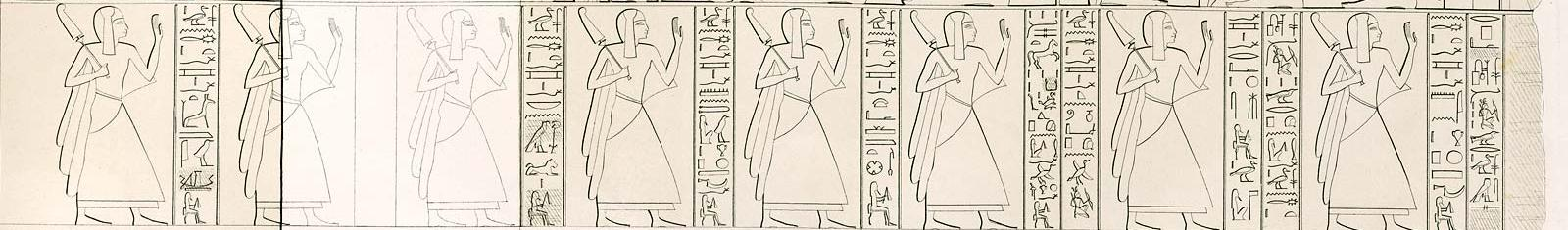
أبناء رمسيس الأول الثمانية: آمون حر خبشف، رمسيس، بارع حر ونمف، خع ام واست، منتو حر خبشف، نبنخارو، مر آمون، وست إم ويا. معبد وادي السبوع

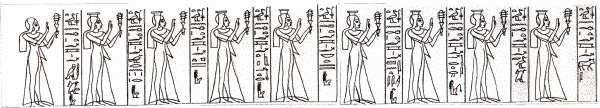
موكب أول تسع بنات لرمسيس: بنت عنتا، باكت موت، نفرتاري، ميريت آمون، نبت تاوي، إست نفرت، حنوت تاوي، ورنرو ونجموت. معظم أطفاله معروفون لنا من مواكب كهذه.

بعض أوائل أبناء رمسيس يظهرون عادةً بنفس الترتيب في الصور. وُجدت قوائم الأمراء والأميرات في معبد الرامسيوم، الأقصر، وادي السبوع وأبيدوس. بعض الأسماء معروفة لنا من أوستراكا، ومن مقابر ومصادر أخرى. يظهر أبناء رمسيس في صور المعارك والانتصارات – مثل معركة قادش وحصار مدينة دابور السورية – في وقت مبكر من حكمه (السنوات 5 و10 على التوالي)، لذا من المحتمل أن العديد منهم وُلدوا قبل توليه العرش. العديد من أبنائه دُفنوا في المقبرة رقم 5 في وادي الملوك.
جهود رمسيس في تصوير أطفاله على العديد من آثاره تتناقض مع التقليد السابق الذي كان يتم فيه إبقاء الأطفال الملكيين، خاصةً الذكور، في الخلفية إلا إذا كانوا يحملون ألقابًا رسمية هامة. كان هذا على الأرجح بسبب أن عائلته لم تكن من أصل ملكي، وكان يريد التأكيد على وضعهم الملكي.

## الأبناء
1. أمون حر خبشف («آمون عند ذراعه القوية»)، الابن البكر لنفرتاري؛ ولي العهد حتى وفاته في السنة 26.[5] من المحتمل أن يكون هو نفسه سيث حر خبشف أو سيثيرخبشف.
2. رمسيس («ولد من رع»)، الابن الأكبر لإست نفرت، ولي العهد بين السنوات 25 و50.[6]
3. با رع حر ونمف («رع عند ذراعه اليمنى»)، الابن الثاني لنفرتاري. يظهر في تصويرات الانتصار بعد معركة قادش وفي معبد أبو سمبل الأصغر. لم يكن ولي العهد أبدًا؛ ومن المحتمل أنه توفي قبل إخوته الأكبر.[6]
4. خع ام واست («الذي يظهر/ظهر في طيبة»)، الابن الثاني لإست نفرت، "أول عالم مصريات" وأول مرمم للآثار المصرية، ولي العهد حتى السنة 55 تقريبًا من حكم والده.[7]
5. منتو حر خبشف أ أو منتو حرخبشف أو منتو حرونمف («منتو بذراعه القوية/اليمنى») ذكر في لوحة حجرية من بوباستيس. تمثال له موجود في كوبنهاجن. كان حاضرًا في حصار دابور.
6. نب إن خارو قائد القوات. كان الأمير نب ان خارو حاضرًا في معركة قادش وفي معركة في الشمال (في مدينة تسمى قودي شمال سوريا).
7. مر آمون أو رمسيس مر آمون («محبوب آمون») كان حاضرًا في الانتصار والحصار؛ دفن في مقبرة 5 حيث تم العثور على أجزاء من أواني كانوبية تخصه.[8]
8. أمونمويا أو ستي إم ويا («آمون/ست في المركب الإلهي») يظهر أيضًا في دابور. غير اسمه من آمونمويا إلى سيتي مويا في نفس الوقت الذي غير فيه شقيقه الأكبر اسمه.[5]
9. سيتي أ كان حاضرًا أيضًا في قادش ودابور. دفن في المقبرة 5 في وادي الملوك - حيث تم العثور على اثنين من أوانيه الكانوبية - حوالي في العام 53 من حكم ابيه. على معداته الجنائزية يُكتب اسمه سوتي. قد يكون هو نفسه سيتي آخر، ذكر في أوستراكون موجود الآن في المتحف المصري في القاهرة.[9]
10. ستب إن رع («مختار رع») كان حاضرًا أيضًا في دابور.[9]
11. مر رع («محبوب رع») كان ابن نفرتاري. من المحتمل أنه توفي في سن مبكرة؛ أخ له (الثامن عشر في قائمة الأمراء) ربما سمي باسمه.[10]
12. حور حر خبشف («حورس بذراعه اليمنى»)
13. مرنبتاح («محبوب بتاح»)، ابن إست نفرت، ولي العهد بعد السنة 55، ثم ملك.[11]
14. أمنحتب («آمون مسرور»).
15. إت آمون («آمون هو الأب»).
16. مر آتوم («محبوب آتوم»)، ابن نفرتاري. رئيس كهنة هليوبوليس.[8]
17. نب تانب («سيد جميع الأراضي»).
18. مر رع
19. آمون إم أبت («آمون في عيد الأوبت»).
20. سنخت إن آمون («آمون يمنحه القوة») من المحتمل أنه عاش في منف، كما يشير إلى ذلك لوح تأبيني يعود لخادمه أمن موسى.
21. رمسيس مر إن رع
22. تحتمس («ولد من تحوت»).
23. سامنتو («ابن منتو») كان مشرفًا على كروم العنب الملكية في منف. كان متزوجًا من إيريت، ابنة قائد سوري يدعى بن عنات.[12]
24. منتو إم واست («منتو في طيبة»).
25. سا آمون («ابن آمون»).
26. (رمسيس) سابتاح («ابن بتاح») من المحتمل أن يكون ابن زوجة ثانوية تدعى سوتيري. يوجد نقش لهما في اللوفر. يوجد كتاب الموتى، الذي كان من المحتمل أن يكون له، في فلورنسا.
27. غير معروف.
28. منتو إم حقاو («منتو ضمن الحكام»).

الأبناء التاليون لرمسيس معروفون من مصادر مختلفة بخلاف القوائم:
- عشتارت حر خبشف («أستارت بذراعه اليمنى») يظهر على كتلة حجرية من الرامسيوم، معاد استخدامها في مدينت هابو. اسمه يظهر تأثيرًا آسيويًا مثل بنت عنتا وماهر عنات.[5]
- جرجتاوي («سلام الأراضيين») معروف من كتلة حجرية، من الرامسيوم، معاد استخدامها في مدينة هابو.[5]
- مري منتو («محبوب منتو») تم تصويره في وادي السبوع وأبيدوس.[8]
- نب إن[…] مذكور في أوستراكون بالقاهرة.[8]
- [رمسيس-…]با رع مذكور كالأمير العشرين في موكب أبيدوس، الذي يظهر ترتيبًا مختلفًا قليلًا لهم.[6]
- رمسيس ماعت بتاح («عدل بتاح») معروف فقط من رسالة يوبخه فيها خادم القصر مريوتف.[6]
- رمسيس مري مي رع («محبوب مثل رع») هو الأمير الثامن والأربعين في موكب وادي السبوع.[6]
- رمسيس مري آمون نب وبن معروف من نقوش تابوته.[6]
- رمسيس مريت عشتارت («محبوب عشتارت») هو الأمير السادس والعشرين في موكب أبيدوس.[9]
- رمسيس مري ماعت («محبوب ماعت») هو الأمير الخامس والعشرين في موكب أبيدوس.[9]
- رمسيس مري ست («محبوب ست») معروف من كتلة حجرية من الرامسيوم، معاد استخدامها في مدينت هابو. هو الأمير الثالث والعشرين في موكب أبيدوس ويُذكر على لوحة، عتبة باب وعتبة باب جانبية.[9]
- رمسيس بايت نتر (الكاهن) معروف من أوستراكون في القاهرة.[9]
- رمسيس سا آتوم («ابن آتوم») هو الأمير التاسع عشر في موكب أبيدوس.[9]
- رمسيس سا خبري («ابن خبري») هو الأمير الرابع والعشرين في موكب أبيدوس.[9]
- (رمسيس)-وسر خبش («قوي الذراع») هو الأمير الثاني والعشرين في موكب أبيدوس.[9]
- رمسيس-وسر بحتي ("قادر البطش") هو ربما ابن رمسيس الثاني. ذكر على تمثال في ممفيس وعلى لوحة.[9]
- سش نيسو إن [...] وست إم حر [...] ذكرا على نقش في القاهرة.[9]
- [ست]منخت ("ست بصفته البطل") وشبس إم إيونو ("النبيل في هيليوبوليس") معروفون من كتل حجرية من معبد رامسيوم، أعيد استخدامها في مدينة هابو. [ست]منخت أيضًا ذكر على باب.[9]
- ورماع [...] ذكر على نقش في القاهرة.

## البنات
من الصعب تحديد ترتيب ولادة البنات أكثر من الأبناء. العديد من الأميرات معروفات لنا فقط من أبيدوس ومن الاكتشافات الأخرى.
1. بنت عنتا ("ابنة عنات")، ابنة إيزيت نوفريت، لاحقًا كانت زوجة عظمى ملكية.
2. باكت موت ("خادمة موت").
3. نفرتاري، ربما كانت زوجة أمون حر خبشف.
4. ميريت أمون ("محبوبة أمون")، ابنة نفرتاري، لاحقًا كانت زوجة عظمى ملكية. ربما هي أكثر بنات رمسيس شهرة.
5. نبت تاوي ("سيدة الأرضين")، لاحقًا أصبحت زوجة عظمى ملكية.
6. إست نفرت ("إيزيس الجميلة")، معروفة أيضًا من خطاب يستفسر فيه اثنان من المغنيين عن صحتها. من الممكن أن تكون هي نفس إست نفرت، زوجة مرنبتاح، لكن من الممكن أيضًا أن تكون زوجة خع إم واست، وهي كذلك ابنة الملكة إست نفرت وسميت على اسمها.
7. حنوت تاوي ("سيدة الأرضين")، ابنة نفرتاري.
8. ورينرو.
9. نجم موت ("موت حلوة").
10. بيبوي، ربما تكون مطابقة لسيدة كانت ابنة إيوي وأعيد دفنها مع مجموعة من أميرات الأسرة الثامنة عشرة في شيخ عبد القرنة.

من موكب الأسرة في الأقصر: نبت يونيت ("سيدة دندرة"، 11.)، رنبت نفرت (12.)، مريت خت (13.)، نبت[…] ه[…] (14.)، موت-تويا (15.)، مريت بتاح ("محبوبة بتاح"، 16.)
من موكب أبيدوس: نوب هر […] (18.)، شحيريوتس (19.)، حنوت […] (20.)، مريت مي حابي ("محبوبة مثل حابي"، 22.)، مريت إتس ("محبوبة من والدها"، 23.)، نوب إم إيونو (24.)، حنوت سخمو ("سيدة القوى"، 25.)، حنوت باحورو […] (26.)، نفرورع ("جمال رع"، ابنة ماآت نفرو رع، 31.)، مريت نتر ("محبوبة الإله"، 32.)، […] خسبد (16. في الموكب الثاني في أبيدوس)
من وادي السبوع: حنوت با رع […] (58.)، نبت إن حات (59.)
من ورقة اللوفر: […]تاورت (3.)، حنوت تانب ("سيدة جميع الأراضي"، 4.)، تويا (5.)، حنوت تاديش (6.)، حتب إن أمون ("سلام أمون"، 7.)، نبت إم نوندم ("نبت آنانش"، 8.)، حنوت تمحو ("سيدة مصر السفلى"، 9.)، نبتاناناش (10.)، سات آمون ("ابنة أمون"، 11.)، تيا-سات رع ("ابنة رع"، 12.)، تويا-نبت تاوي (13.)، تاخعت (ربما تكون مطابقة لزوجة سيتي الثاني؛ 14.)، نوب إم وسخت (15.)

## وصلات خارجية
- قائمة استنادًا إلى عمل كي. أ. كيتشن (من طرف آنيك بارت)